# Celina Ann

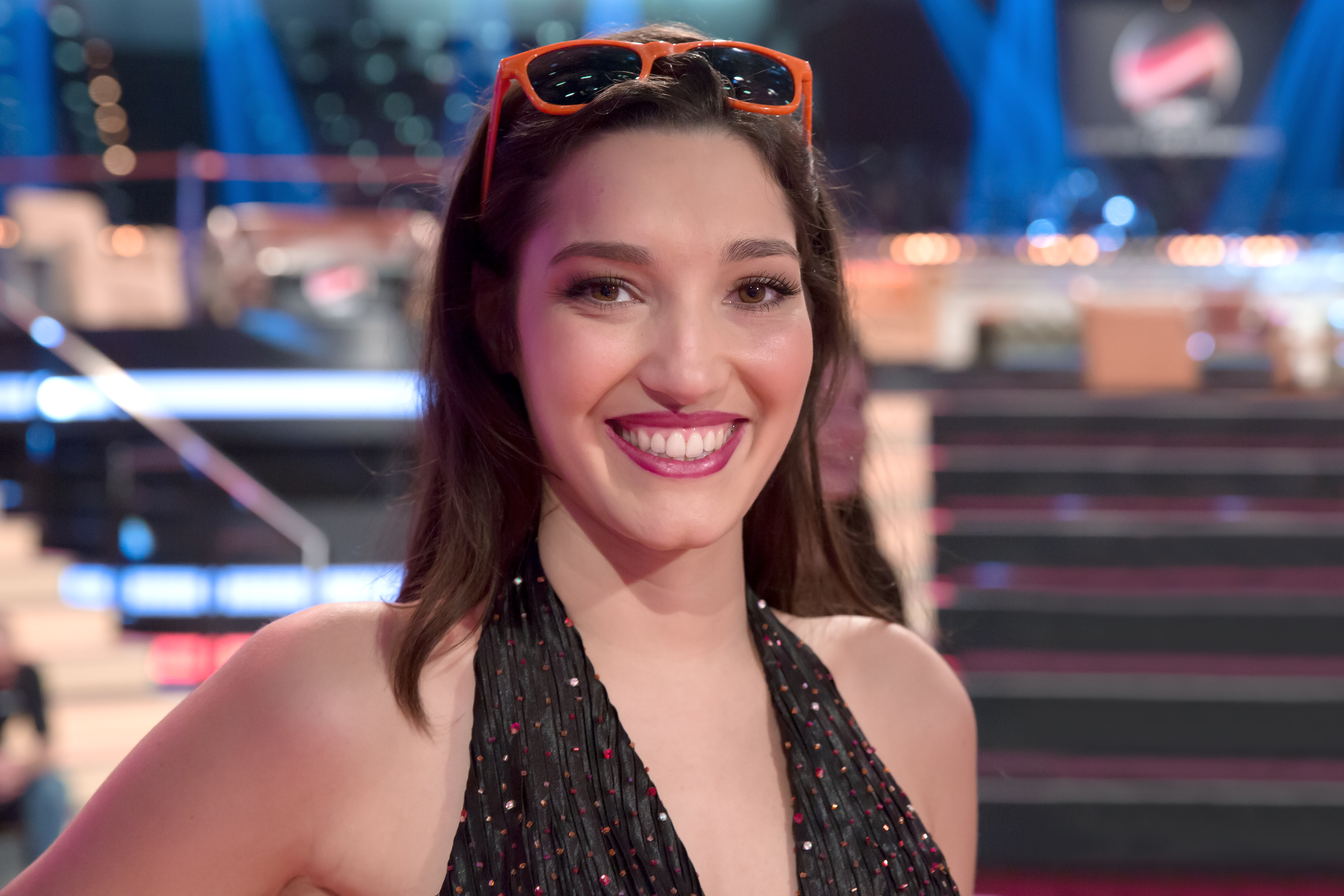
Celina Ann (2015)

Celina Ann Seilinger (* 1991 in Wien) ist eine österreichische Sängerin.

## Leben
Celina Ann Seilinger wurde als Tochter eines Tiroler Saxophonisten und einer US-amerikanischen Jazzsängerin mit indianischen Wurzeln geboren und studierte drei Jahre Jazzgesang. Außerdem war sie als Model tätig, gewann mit 14 Jahren einen Model-Contest in Österreich und belegte beim internationalen Finale in New York den 5. Platz. 2014 verstärkte sie die Fantastischen Vier als Background-Sängerin bei der Amadeus-Verleihung 2014. Im Jahr 2015 nahm sie an der nationalen Vorentscheidung Eurovision Song Contest – Wer singt für Österreich? teil, wo sie den 6. Platz belegte. Im Rahmen des Eurovision Song Contest 2015 trat sie beim Public Viewing am Wiener Rathausplatz auf. Neben Auftritten mit ihrer eigenen Band steht sie auch immer wieder als Sängerin bei Soul Patrol, Tha Family, The New Commitments und anderen Formationen auf der Bühne.

## Diskografie
- 2015: Utopia (Single, ORF Enterprise)
- 2015: When I Fall (Single, ORF Enterprise)